# ソルビアーテ・オローナ
ソルビアーテ・オローナ（伊: Solbiate Olona）は、イタリア共和国ロンバルディア州ヴァレーゼ県にある、人口約5,400人の基礎自治体（コムーネ）。

## 地理

### 位置・広がり

#### 隣接コムーネ
隣接するコムーネは以下の通り。
- ファニャーノ・オローナ
- ゴルラ・マッジョーレ
- ゴルラ・ミノーレ
- オルジャーテ・オローナ

### 地震分類
イタリアの地震リスク階級 (it) では、4 に分類される
。